# Bolmsö
Bolmsö  är Smålands största och Sveriges 27:e största ö, belägen i sjön Bolmen. 2013 hade ön 1 207 byggnader, 485 bostäder, 373 invånare och omfattade en areal av 42,13 kvadratkilometer land.
 Ön ligger i Ljungby kommun i Kronobergs län.

## Historia
Ortsnamnet (1293 in Bolmsø) innehåller en äldre form av sjönamnet Bolmen.
Ön har en mängd fornlämningar  (cirka 530 st, bland annat hällkistor, rösen och höggravfält från järnåldern. Det finns också en rik tradition av sägner knutna till ön.
I Hervors saga kan man läsa "När Grimer war tolf åhra gamal for han i här och wart en förnemlig krigsman han tog sig hustru Båggerd och satte sig att bo i Småland på then öen som heter Bolm och kallades sedan där af Grimer på Bolmsöö"
Den medeltida balladen om Ebbe Skammelsson samt sägnen om svärdet Tirfing är två andra exempel. På öns nordöstra sida ligger den så kallade Kungshögen. 

### Yngre järnålder[5]
Den överväldigande delen av arkeologiska fynd på Bolmsö kommer från yngre järnålder. Bygden från den tiden avspeglas tydligt utifrån spridningen av gravfält i kombination med förhistoriska ortnamn. Sammantaget kan man se att i princip hela ön var koloniserad vid den här tiden. Det har föreslagits att bebyggelsen bestod av 13 bebyggelseenheter: Häringe, Skeda, Kyrkbyn, Smederyd, Österås, Bol, Möcklagård, Västerås, Hov, Bolmstad, Lida, Husaby och Tjust. Gravfälten på fördelar sig jämnt över dessa 13 enheter.
Bolmsö verkar ha varit en plats med stor lokal betydelse under yngre järnålder. De materiella fynd som hittats i gravar på Bolmsö är generellt sett rikare i både kvalitet och kvantitet än i Finnveden som helhet. Ön har också många ortnamn från förhistorisk tid som stärker bilden av en central plats. På ön verkar den nordöstra delen haft störst betydelse. Här finns en stor koncentration av vapen- och ryttargravar, samt en storhög.
Kanske var Bolmsös storhetstid över redan i slutet av vikingatiden. Runstenar saknas på ön, vilket hade varit anmärkningsvärt om ön fortfarande hade stor regional betydelse. Arkeologen Martin Hansson menar att öns geografiska placering kan ha haft betydelse. Ön ligger centralt i Finnveden, och i dess största sjö, och är en naturlig knutpunkt för det omgivande landskapet. Lagans dalgång är å andra sidan Finnvedens stora farled ut i världen. Betydelsen av ökad kommunikation och yttre kontakter gör att Lagadalen fick större betydelse när järnålder gick över i medeltid, menar Hansson.

### Medeltid[5]
Första gången Bolmsö nämns i skriftliga källor är, om än indirekt, i ett skyddsbrev från 1178. Där räknar påven Alexander III upp de gods som tillhörde biskopen i Linköping. Totalt räknas 15 huvudgårdar upp. Två av dem, Tjust och Västerås, har identifierats som platser på Bolmsö. Själva ön dyker upp i källorna år 1293 då prosten Erik i Sunnerbo skänkte allt sitt jordagods på Bolmsö till biskopen i Linköping.
Under medeltiden verkar Bolmsön helt ha tappat den centrala karaktär den hade under yngre järnålder. Främmande biskopar, först i Linköping och sedan i Växjö, är de dominerande jordägarna. 1540 hade ön 28 hemman. 13 ägdes av det världsliga frälset, 12 av biskopen i Växjö, och resterande var skatte-, kloster-, och kyrkohemman. Under tidig medeltid verkar fem nya ensamgårdar ha etablerats: Horn, Perstorp, Bjärnaryd, Stapeled, och Bakarebo. Den medeltida kolonisationen framstår därmed som inte speciellt omfattande.
Det världsliga frälset hade på sen medeltid tre huvudgårdar på ön. Håringe var sätesgård för Jöns Persson Ulfsax från 1470-talet, och från 1520-talet för hans son Peder Jönsson Ulfsax. Häradshövdingen i Västbo, Erland Algotsson, bytte till sig Bolmstad från biskopen i Växjö. Samma gård var sätesgård 1426, då väpnaren Broder By gav gården i morgongåva till sin hustru Johanna Petersdotter (Snedbjälke). 1466 var Johanna änka och sålde gården samt ett trettiotal andra, däribland Hov, Brogården, två gårdar i Lida, och en i Västerås på ön till riddaren Erik Eriksson Gyllenstierna. Den tredje huvudgården ska ha legat i Tjust och beboddes 1476 av väpnaren Måns Laurensson (Sparre på Ginbalk). Alla gårdar i Tjust var tillhörde biskopen i Växjö under 1540-talet, och om samma förhållande gällde under senmedeltid, vilket tycks sannolikt, så måste Måns Laurensson ha stått i biskopens tjänst. Sådana förhållande var inte ovanliga under denna tid.
Sammantaget kan man se att Bolmsö domineras av det kyrkliga och världsliga frälset under medeltiden. Kungamakten lyser däremot med sin frånvaro.

### Fornlämningar[5]
På Bolmsö finns sammanlagt cirka 530 fornlämningar. 500 av dem utgörs av gravar eller gravfält. Av dessa är cirka 90 % högar, men runda stensättningar, resta stenar och treuddar finns också representerade. Det är alltså lämningar från den yngre järnåldern som dominerar, men ön har sannolikt varit befolkad i princip oavbrutet sedan senneolitikum.
Det antas att ett stort antal gravar har försvunnit i samband med att marken kultiverats. Många av gravfälten på ön ligger alldeles invid den historiska bebyggelsen och ger idag ett mycket sargat intryck. På flera håll finns också enstaka spridda högar i anslutning till bebyggelse, vilket indikerar att här tidigare funnits sammanhängande gravfält. Sannolikt har det ursprungliga antalet gravar från yngre järnålder varit betydligt större än vad som framgår av fornminnesregistret.
Ett nittiotal gravar på Bolmsö är undersökta arkeologiskt. Cirka 85 (främst högar på gravfält från järnåldern) av dessa har, i den mån de kunnat dateras, visat sig tillhöra yngre järnåldern, främst vikingatid. I nordöstra delen av ön, kring Håringe och Skeda, har flest gravar undersökts, 49 stycken. Den överväldigande delen av de arkeologiska undersökningar som gjorts på Bolmsö utfördes på 1870-talet av kyrkoherde L F Palmgren och på 1910-talet av konduktör F J Eneström, då med dåvarande kronprins Gustaf Adolf till hjälp. Fornminnesregistret på Bolmsö utgörs fortfarande av förstagångsinventeringen från 1952.
Två av gravarna på Bolmsö utmärker sig vad gäller den yttre formen. Den första är en storhög, Kungshögen i Skeda (fornlämning 17), vilken är 20 meter i diameter och cirka 3 meter hög. Den andra är en skeppssättning vid Bolmstad (fornlämning 68), vilken är cirka 21 meter lång. Skeppssättningar på gravfält i Finnveden är något relativt ovanligt, och när de förekommer är det i mindre antal. Sannolikt är skeppssättningar gravar åt någon form av lokala makthavare.
En tredje grav utmärker sig vad gäller innehåll. Det är en hög, 8,0 meter i diameter och 1,5 meter hög, på gravfältet vid Håringe/Skeda. I graven påträffades ett s.k. brandlager, täckt av tre stora stenhällar. I brandlagret fann man 26 knappar eller pärlor i brons, flera bronsbitar (bland annat till en ring), två bergkristallpärlor, glaspärlor, en kniv i järn, en spjutspets, en ögla till guldbrakteat, en spiralvriden guldten, en guldring, samt två guldgubbar. Graven är den guldrikaste från yngre järnålder i Smålands inland. Guldgubbarna är särskilt intressanta. De påträffas annars i boplatser, och detta är möjligen det enda fynd av dem som gravgåva i Norden. Det antyder att de var ”gamla” och hade förlorat sin funktion när de lades i graven, enligt arkeologen Martin Hansson.
I övrigt finns det ett anmärkningsvärt stort antal gravar innehållande vapen på ön, främst på den nordöstra delen. Av de 49 gravar som undersökts i gravfältet vid Häringe/Skeda innehöll 10 vapen eller hästutrustning.

### Ortnamn[5]
Bland öns ortnamnen finns många som anses vara forntida, och flera är så kallat centralortsindikerande. I namn som Västerås och Österås ingår ett forntida -husa, en namntyp som associeras med administrativa centralorter i den tidiga sveastaten. Denna *Husa-enhet har sannolikt omfattat enheterna Smederyd, Österås, Bol, Möcklagård och Västerås (som år 1178 räknas som en av Linköpingsbiskopens huvudgårdar). Enligt ortnamnsforskaren Lars Hellberg ska *Husa-enheterna ha tillkommit under 700-talet och omfattat större arealer med mer eller mindre sammanhängande bebyggelser.
Omedelbart söder om *Husa-enheten ligger Hov, som av namnet att döma var en kultplats. Ytterligare en bit söderut ligger Husaby, ännu en potentiell centralort. Den anses, med namnet som grund, vara yngre än *Husa-gruppen, och dateras till någon gång under vikingatid eller tidig medeltid.
Språkforskaren Staffan Fridell har tittat på platserna *Husa, Hov, och Husaby, samt enheter med namn som Tjust och Bollstad (Bolmstad), och menar att dess verkar ha namngivits av svear. Han tolkar det som att svear utgjorde det dominerande politiska och ekonomiska skiktet under vendel- och vikingatid, i vad han beskriver som en regelrätt kolonisation av ön. Arkeologen Martin Hansson vänder sig emot denna bild och pekar på att arkeologiska bevis för tesen helt saknas. Dessutom, menar Hansson, har ingen tillfredsställande förklaring för hur svearna administrerat och styrt ett så avlägset område lagts fram.

### Administrativa tillhörigheter
Under medeltiden var Bolmsö en del av Västbo härad i det historiska landskapet Finnveden. Då utgjorde ön en egen socken tillsammans med delar av fastlandet i norr och väster. Bolmsö socken bildade Bolmsö landskommun i Jönköpings län 1 januari 1863 och uppgick 1 januari 1952 i Unnaryds landskommun. Bolmsö överfördes till Ljungby kommun i Kronobergs län 1 januari 1971.

## Broar och färja
Bolmsö har allmän väg både österut och västerut genom en bro till Tannåker och en färjeförbindelse till Sunnaryd med vägverksfärjan M/S Bolmia.
Broförbindelse har Bolmsö haft sedan 1856 då en bro stod färdigställd mellan Bolmsö och Tannåker. Bron ska ha varit byggd av trädstammar, ris och sten och kallades kavlingabro, då den bestod av korthuggna stockar.
Den nuvarande bron invigdes för trafik den 11 september 1980.

## Kyrkby och kyrka
I kyrkbyn Bolmsö på ön återfinns kyrkan Bolmsö kyrka. Det är en nyklassicistisk stenkyrka med torn och halvrunt kor. Den ritades av C.G. Blom-Carlsson och invigdes 1865. I kyrkan finns en predikstol från 1641 som överförts från den tidigare kyrkan på ön, en romansk absidkyrka.